# 灯火管制

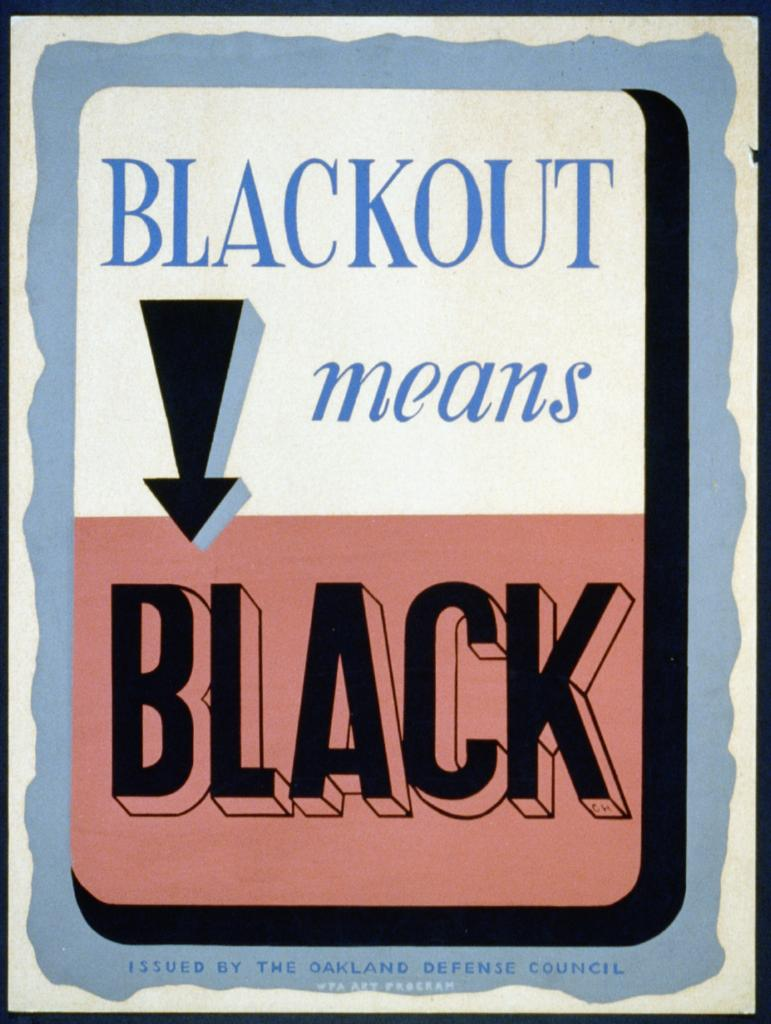
市民に対して徹底した灯火管制を呼びかける、第二次世界大戦中のアメリカ合衆国のポスター

灯火管制（とうかかんせい）とは、夜間に来襲する敵機に対して、航路の判断、目的地や目標等の認知を困難にさせるため一定地域において消灯、減光、遮光、漏光制限などを行うこと。

## 概要
灯火管制には各戸で灯火を各自で処置する各個管制と発変電所で統一的に電気の供給を断ち切る統一管制がある。このうち統一管制は産業上の影響が大きいこと、一般防空業務に支障をきたすおそれがあること、電灯を消灯しても電灯以外の灯火の管制が別に必要であることなどデメリットがある。なお、街路灯や工場など特定の種類の灯火を対象に統一的に管制を行う灯火管制は種別的統一管制（選択管制）と称される。
灯火管制の具体的な方法には、消灯、隠蔽、減光、減光遮光、漏光制限などがある。
- 消灯
- 隠蔽 - 光の漏れる開口部を光が透過しにくい材料で覆って外部に光が漏れないようにすること[1]。
- 減光 - 電圧を低下させたり光源を覆って灯火の明るさを定められた値まで下げること[1]。
- 減光遮光 - 灯火をある程度減光した上で、直射光の向かう範囲を制限したり、光源を上空から透視できないようにすること[1]。
- 漏光制限 - 開口部から漏れる光を制限すること[1]。

なお、軍の作戦部隊がとることもあり、フォークランド紛争ではイギリスの水陸両用戦部隊とその護衛部隊が実施している。

## 歴史

### 第一次世界大戦
第一次世界大戦ではドイツの飛行船が夜間にイギリス上空に侵入してロンドンを爆撃した。イギリスは対策として灯火管制を実施したが、当初効果がなかった。夜間に自ら偵察を行ったところ周辺町村の灯火の中で暗黒のロンドンが浮かび上がっていたことが判り、灯火管制の範囲を拡大してようやく効果が上がった。灯火管制の結果、爆弾の半数が市の郊外で何ら損害を加えることなく投下されるようになった。

### 第二次世界大戦

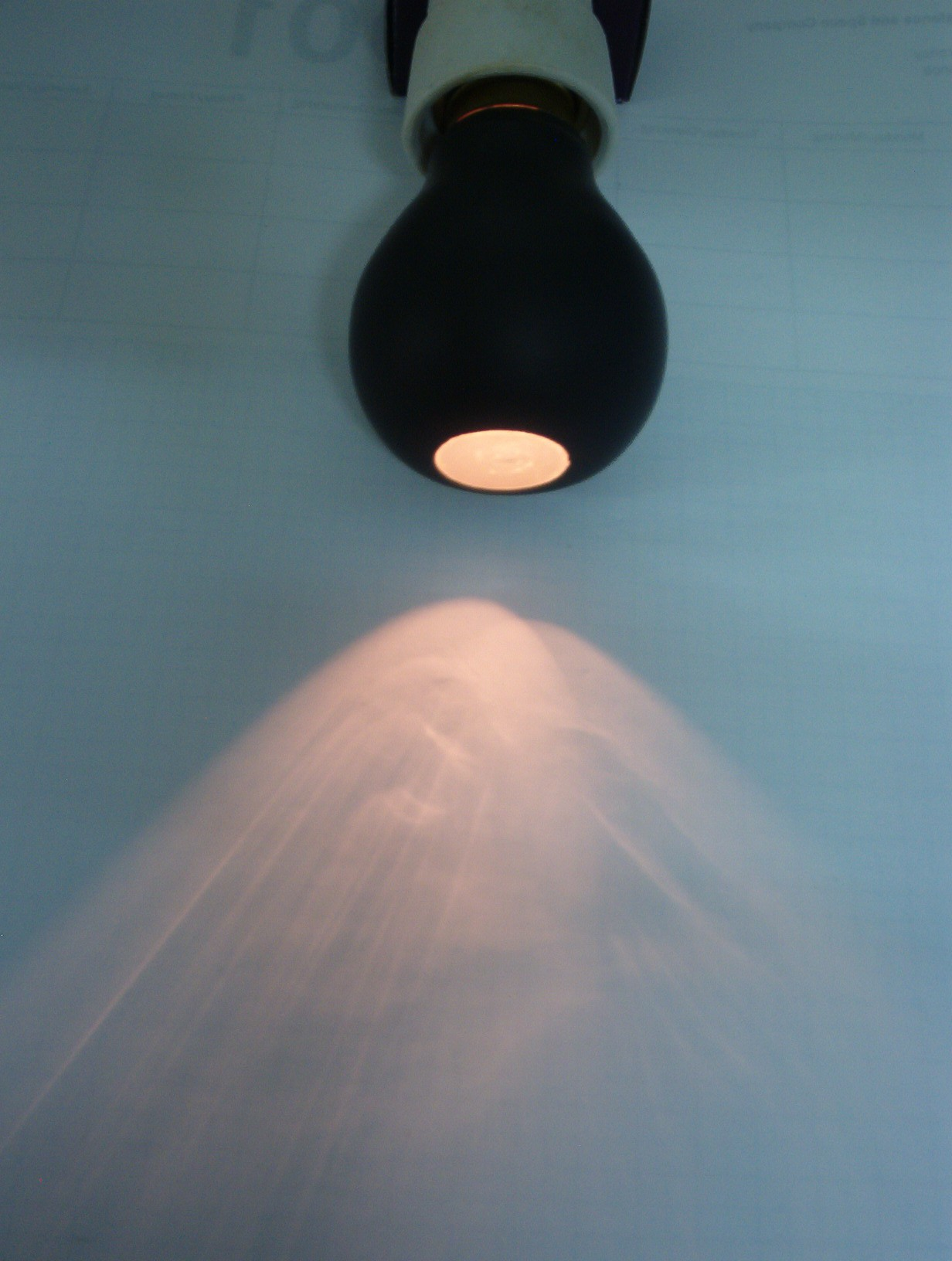
ドイツで使われていた灯火管制対応の電球

民間施設における灯火管制としては、特に第二次世界大戦におけるイギリス、ドイツ、イタリア、日本などの例が知られている。
しかし、これらの灯火管制は、第二次大戦において既に効果が低かったとされる。日本を爆撃したアメリカのB-29 スーパーフォートレス爆撃機は高性能のレーダーを搭載していたので、それを頼りに都市の市街地や目標物を爆撃することができ、イギリスを爆撃したドイツのHe 111爆撃機やドイツを爆撃したイギリスのランカスター爆撃機はレーダーの発達していない時期から無線方位測定機器を用いて夜間爆撃を行った。これらは精度に欠けていたため、アメリカはP-51 マスタング戦闘機やB-29が偵察機として先導し、イギリスはデ・ハビランド モスキート戦闘機を嚮導機（パスファインダー）として運用した。
日本では防空法に基づき、日中戦争期の1938年（昭和13年）4月10日付で灯火管制規則が実施され、ポツダム宣言を受諾して大東亜戦争における組織的戦闘がほぼ終結した後の1945年（昭和20年）8月20日付で全国の灯火管制が解除された。ただし、この根拠法である防空法の廃止は翌1946年（昭和21年）1月31日までずれ込んだ。

### 朝鮮戦争
1950年（昭和25年）6月29日、板付飛行場を中心に福岡県福岡市、門司市・小倉市・戸畑市・八幡市（この4市は後に合併して現・北九州市）、および長崎県佐世保市の6市で灯火管制が実施された（同時に空襲警報も発令）。

### 湾岸戦争
1992年、湾岸戦争の際にイラクの首都・バグダードで厳重な灯火管制が敷かれたが、アメリカ軍の暗視装置や、GPS誘導技術などによる精密爆撃は著しく精度が高く、ほとんど無意味なものであった。この教訓のためか、2003年のイラク戦争時には、積極的な灯火管制は行われなかったという。

### コソボ紛争
1999年、北大西洋条約機構（NATO）がコソボ紛争への軍事介入「アライド・フォース作戦」を行った際、ユーゴスラビア連邦共和国（現・セルビア共和国）の首都・ベオグラードで灯火管制が敷かれた。